# Emadiellus equestris
Emadiellus equestris är en skalbaggsart som beskrevs av S. Endrödi 1964. Emadiellus equestris ingår i släktet Emadiellus och familjen Aphodiidae. Inga underarter finns listade i Catalogue of Life.